# Jackie Gleason
Jackie Gleason (n. 26 februarie 1916 – d. 24 iunie 1987) a fost un comediant, actor și muzician american, cunoscut pentru rolul său din The Honeymooners și pentru The Jackie Gleason Show. A câștigat un premiu Tony și un Peabody.

## Filmografie selectivă

### Cinema
- 1941 Navy Blues, regia Lloyd Bacon
- 1942 Larceny, Inc., regia Lloyd Bacon
- 1942 Orchestra Wives, regia Archie Mayo
- 1961 Escrocul (The Hustler), regia Robert Rossen

- 1977 Domnul Miliard (Mr. Billion), regia Jonathan Kaplan
- 1977 Smokey și Banditul (Smokey and the Bandit), regia Hal Needham